# Eobia bakeri
Eobia bakeri là một loài bọ cánh cứng trong họ Oedemeridae. Loài này được Pic mô tả khoa học năm 1925.